# Alekszandr Szergejevics Ivanko
Alekszandr Szergejevics Ivanko (Moszkva, Szovjetunió, 1962. március 7. –) nemzetközi hivatalnok, az ENSZ főtitkárának különleges képviselője Nyugat-Szaharában és a MINURSO vezetője.

## Életrajz
Alekszandr Ivanko 1962. március 7-én született Moszkvában. Édesapja, Szergej Szergejevics Ivanko, egy szovjet újságíró és diplomata. Alekszandr 1984-ben végzett a Moszkvai Állami Egyetem újságírói karán.

## Újságírói karrier
1984 és 1994 között az Izvesztyija újságnál dolgozott, többek között az 1989-es afganisztáni eseményekről tudósított. 1992 és 1994 között a „We/Mi” újságnál dolgozott, amely az „Izvesztyija” és a Hearst Corporation közös projektje volt.

## Nemzetközi hivatalnoki karrier
1994-től Ivanko az ENSZ-nél dolgozik. Kezdetben a ENSZ békefenntartó erőinek[[Wd|Q170245}} tagja volt Bosznia-Hercegovina területén, később az ENSZ szóvivője lett ugyanott. 2006-tól 2009-ig a Koszovói ENSZ-misszió közkapcsolatok igazgatójaként dolgozott, majd 2021-ig a MINURSO kabinetfőnöke volt.

## Különleges képviselői kinevezés
2021 augusztusában az ENSZ főtitkára, António Guterres, kinevezte Ivankót Nyugat-Szaharába különleges képviselőjévé.